# Système à répertoires
 (octobre 2015).
Si vous disposez d'ouvrages ou d'articles de référence ou si vous connaissez des sites web de qualité traitant du thème abordé ici, merci de compléter l'article en donnant les références utiles à sa vérifiabilité et en les liant à la section « Notes et références ».
En cryptographie, les systèmes à répertoires sont des systèmes de substitution qui reposent sur l'utilisation de tableaux de correspondance ou dictionnaires chiffrés. Les éléments de ces tableaux sont représentés sous forme de lettres, de syllabes, de mots ou de phrases. D'une taille importante, ces listes sont impossibles à retenir par cœur et doivent donc être écrites pour former un ouvrage que l'on peut nommer à choix :
- code
- répertoire
- dictionnaire chiffré
- système à dictionnaire
- tableau de chiffrement.

## Défauts
Leur défaut évident et irréductible est d'exister à l'état de livre imprimé plus ou moins volumineux, mais sujet à perte, vol ou copie. L'histoire du chef d'état-major d'Osman Pacha pendant la guerre russo-turque de 1877, parti en tournée d'inspection en emportant le code secret pendant que son malheureux général en chef recevait des dépêches sans pouvoir les traduire, est restée célèbre.
Un coup de main heureux d'un PC de bataillon, la fouille d'un officier capturé ou tué, sans parler des codes copiés par des espions en temps de paix, peuvent ramener un code chez l'ennemi, et le rendre ainsi inutile voire dangereux. Un code contrevient ainsi au deuxième principe de Kerckhoffs. Un code utilisé à l'état brut n'offre pas de sécurité réelle, la capture de livres de codes étant fréquente dans certains contextes où ils sont largement diffusés. Le surchiffrement permet de sécuriser un code en produisant un « code chiffré », qui présente la souplesse d'un chiffre dont la clé peut être changée beaucoup plus rapidement que le code ne peut être remplacé.

## Avantages
Par contre, leur avantage est d'être d'un emploi simple et rapide, et peu sujet aux erreurs s'il est utilisé par une personne suffisamment soigneuse. D'autre part, avec l'utilisation de 4 ou 5 symboles (que l'Administration des Télégraphes ne taxait que pour un mot), on peut figurer toute une phrase, beaucoup plus coûteuse à transmettre : d'où le succès de ces codes dans le commerce et la finance, où le secret n'a souvent pas une importance aussi considérable qu'en diplomatie ou aux armées.

## Cryptanalyse et utilisations
C'est Antoine Rossignol, grand spécialiste des codes et de leur analyse, qui est considéré comme l'auteur des premiers grands répertoires désordonnés, tel le «Grand Chiffre» de Louis XIV qui résistera plus de deux cents ans au déchiffrement avant d'être cassé par Étienne Bazeries.
En 1803, l'amiral Sir Home Riggs Popham publie son Telegraphic Signals or Marine Vocabulary, qui permettait aux navires de la marine britannique de communiquer entre eux avec un système de fanions.
Les systèmes à répertoires ont pris une grande importance à partir de 1875, à la suite de l'extension du télégraphe avec ou sans fil. Dans les années 1870 à 1930, on trouvait beaucoup de répertoires dans le commerce, entre autres :
- le Code télégraphique chiffré de Sittler
- le code Nilac
- le Telescand Code (1914) pour la France
- le Chiffrier Wörterbuch de Friedmann à Berlin
- le Chiffrierbuch de Stern et Steiner (Vienne 1892)
- le Dizionario per corrispondenze in cifra de Baravelli (Turin, 1896)
- le Nuovo Cifrario Mengarini (Rome, 1898)
- le Cifrario per la corrispendenza segreta de Cicero(Rome, 1889)
- le Diccionario Cryptographico (Lisbonne, 1892)
- le Diccionario para a correspondencia secreta de Vaz Subtil  (Lisbonne, 1871).

À la cour d'Espagne au XVIIe siècle, les jeunes filles étaient très surveillées. Elles créèrent un code avec les mouvements de leur éventail, il était limité mais pouvait dissimuler des phrases comme « est-ce que vous m'aimez ? ». De nos jours, les (petits) répertoires sont encore utilisés. On pense par exemple aux codes de la police américaine, ou encore au code Q des cibistes.

## Types de répertoires
Il existe des répertoires à chiffres et d'autres à lettres. L'avantage des codes à lettres est moins leur richesse, surabondante, que la possibilité de n'y choisir, parmi toutes les séquences possibles, que celles qui sont prononçables, admises jusqu'à dix lettres pour le prix d'un mot par le télégraphe, et prêtant moins aux erreurs. Le Bentley's Complete Phrase Code Numbered est un répertoire ordonné qui est à la fois à chiffres et à lettres (au choix de l'utilisateur):

## Répertoires ordonnés
Qu'ils soient à chiffres ou à lettres, les répertoires se divisent en deux catégories : les répertoires ordonnés et les répertoires incohérents.
On distingue deux types principaux de répertoires. Lorsque, dans le tableau de correspondance, les deux listes (mots et représentations) sont ordonnées toutes deux alphabétiquement ou numériquement, on dit que le répertoire est ordonné. Voici un exemple d'une page d'un répertoire à chiffres ordonné :
| Code | Mot en clair |
| ...  | ...          |
| 2007 | cote         |
| 2008 | côte         |
| 2009 | côté         |
| 2010 | à côté de    |
| ...  | ...          |

Dans les répertoires ordonnés, on utilise le même tableau pour chiffrer et déchiffrer.

## Répertoires incohérents
Pour compliquer la tâche des cryptanalystes, on peut utiliser un ordre des mots incohérent (ordre non alphabétique). On aura alors besoin de deux tableaux : un pour chiffrer et un autre pour déchiffrer. De tels répertoires sont dits incohérents (on dit aussi désordonnés ou à bâtons rompus). Voici un exemple de pages d'un répertoire à chiffres incohérent :
| Mot en clair | Code |
| ...          | ...  |
| piège        | 1024 |
| pierre       | 4367 |
| pierrerie    | 9872 |
| piété        | 1421 |
| ...          | ...  |

| Code | Mot en clair |
| ...  | ...          |
| 4366 | la           |
| 4367 | pierre       |
| 4368 | avion        |
| 4369 | nonobstant   |
| ...  | ...          |